# Hoplorana quadricristata
Hoplorana quadricristata là một loài bọ cánh cứng trong họ Cerambycidae.